# Marshallbecken

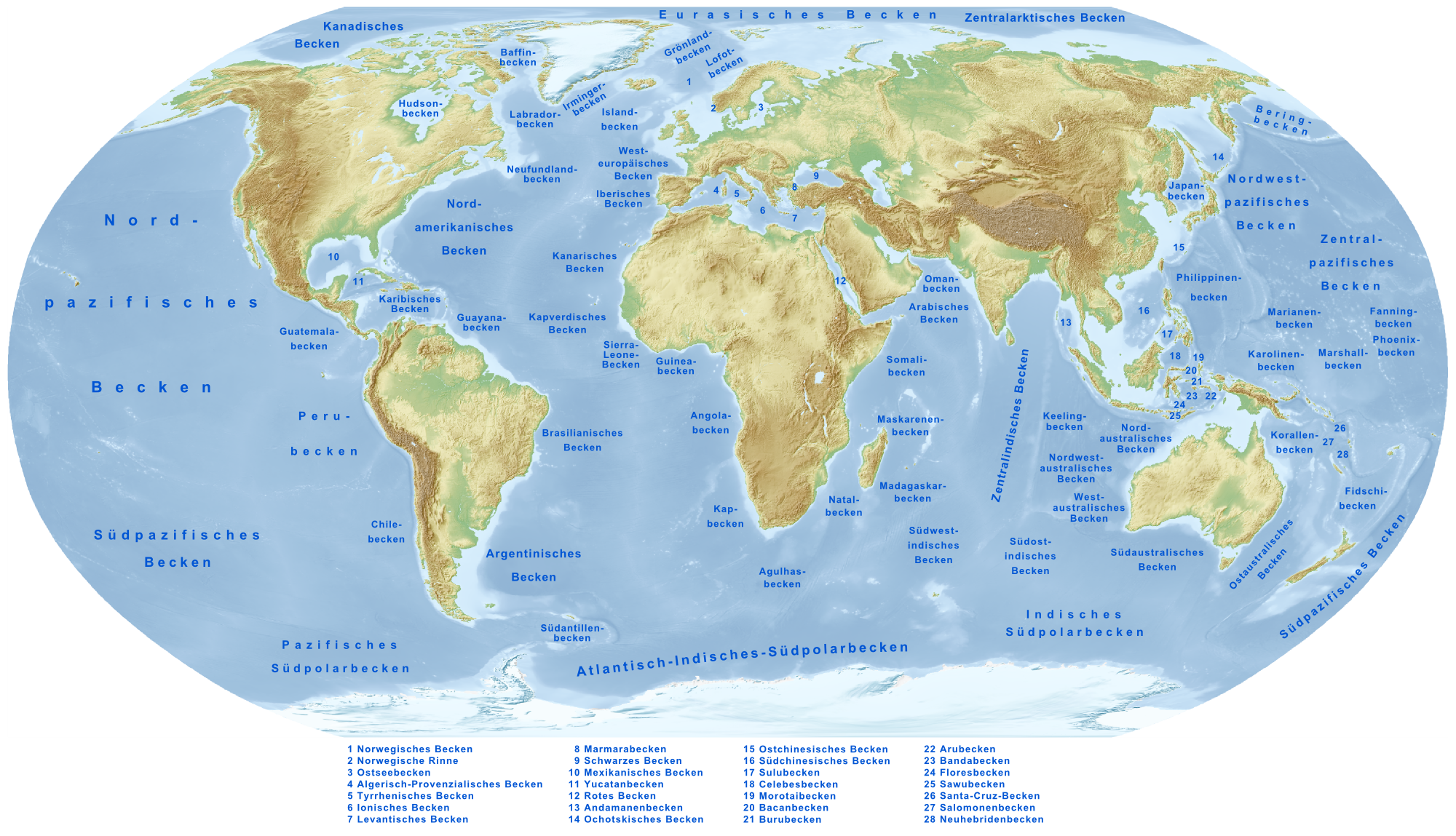
Lages des Marshallbeckens im zentralen Pazifik

Das Marshallbecken ['ma:ʃəl], auch Melanesisches Becken, ist ein bis zu 5634 Meter tiefes Seebecken.
Es liegt zwischen den Marshallinseln im Norden, den Gilbertinseln im Osten, dem Nord-Fidschibecken im Südosten, dem Marianengraben im Süden, den Salomonen im Südwesten und den Karolinen im Westen.